# Louisa Bartel
Louisa Maria Bartel (* 16. April 1965 in Schmallenberg) ist eine deutsche Juristin und seit 2015 Richterin am Bundesgerichtshof.

## Leben
Nach Abschluss ihrer juristischen Ausbildung trat sie im Jahr 1993 in den höheren Justizdienst des Landes Baden-Württemberg ein. Sie war als Proberichterin am Amts- und Landgericht Karlsruhe sowie bei der Staatsanwaltschaft Karlsruhe eingesetzt und wurde im Dezember 1996 zur Richterin am Landgericht Karlsruhe ernannt. Von Anfang 2001 bis Mai 2004 war Bartel als wissenschaftliche Mitarbeiterin an das Bundesverfassungsgericht abgeordnet, anschließend an das Oberlandesgericht Karlsruhe, wo sie im Februar 2005 zur Richterin am Oberlandesgericht befördert wurde. Im Jahr 2011 dissertierte Bartel an der Albert-Ludwigs-Universität Freiburg zum Thema „Das Verbot der Rekonstruktion der Hauptverhandlung: Versuch einer Legitimation“. Im Dezember 2012 wechselte sie als Vorsitzende Richterin an das Landgericht Karlsruhe, wo sie zwei Strafkammern leitete.
Im April 2015 wurde Bartel zur Richterin am Bundesgerichtshof ernannt und dem 2. Strafsenat zugewiesen. Seit 2018 war sie  Richterin im 4. Strafsenat. Im September 2024 wurde ihr der Vorsitz im 6. Strafsenat übertragen.
Von November 2016 bis Februar 2024 war sie zur stellvertretenden Pressesprecherin des Bundesgerichtshofs bestellt. Sie war insoweit Nachfolgerin von Yvonne Ott, die im Oktober zur Richterin des Bundesverfassungsgerichts gewählt worden war.

## Schriften
- Das Verbot der Rekonstruktion der Hauptverhandlung: Versuch einer Legitimation., Tübingen, Mohr Siebeck, 2014. Zugl.: Freiburg (Breisgau), Univ., Diss., 2011, ISBN 978-3-16-152562-9